# Ricardo Rojas (chilijski piłkarz)
Ricardo Francisco Rojas Trujillo (ur. 7 maja 1974 w Vallenar) – chilijski piłkarz grający podczas kariery na pozycji obrońcy.